# Kristi begråtande (Dürer)
Kristi begråtande är två oljemålningar av den tyske renässanskonstnären Albrecht Dürer. Den första målades omkring 1499 och ingår sedan 1800 ingår i samlingarna på Germanisches Nationalmuseum i Nürnberg och den andra målades omkring 1500 och är utställd på Alte Pinakothek i München. 
Målningarna var beställningsverk ursprungligen avsedda som epitafium i Sankt Sebaldskyrkan (där en kopia finns idag) respektive Predigerkirche (Dominikanerklostret), båda belägna i Dürers hemstad Nürnberg. Beställarna, familjerna Holzschuher respektive Glim, är inmålade som miniatyrfigurer i förgrunden. I den första versionen knäböjer till vänster Karl Holzschuher (som varit död sedan 1480) och sönerna, däribland Hieronymus Holzschuher som Dürer porträtterade 1526. Till höger avbildas hans hustru Gertraud Gruber och döttrarna. I den andra versionen syns guldsmeden Albrecht Glim, hans hustru Margareth Holzhausen som avled 1500 och deras två barn samt deras vapensköldar. En av sönerna avlägsnade målningen från kyrkan omkring 1545 och sålde den. Miniatyrfigurerna övermålades senare men togs åter fram 1924.
Målningarna är ej kopior, men skildrar samma nytestamentliga motiv: Kristi begråtande som var ett vanligt motiv inom konsten från medeltiden och till barocken. Den döde Jesus har tagits ner från korset som syns i bildens bakgrund. I den första versionen syns Golgata till vänster där de två rövarna som korsfästes samtidigt som Jesus är kvar på sina kors. Det är samma persongalleri i förgrunden som avbildas i de båda målningarna. I den andra versionen håller Josef från Arimataia Jesu döda kropp som närmast sörjs av fyra kvinnor däribland den åldrade Jungfru Maria. Den tre stående figurerna är från vänster Johannes evangelisten, Maria från Magdala och Nikodemos. I målningens mellangrund syns grottan med Jesu sarkofag och grinden till Getsemane trädgård. I bakgrunden avbildas Jerusalem och ett berglandskap som mer påminner om Sydtyskland än Heliga landet.
Dürer verkade i skarven mellan två världsåskådningar vilket tydligt framträder i hans religiösa verk: dels tolkar de medeltidens religiösa innerlighet, dels hyllar de renässansens nya antikinspirerade formsträvan. Han verkade även inom en religiös brytningstid. Några år efter dessa tavlors tillkomst, år 1517, publicerade Martin Luther sina 95 teser som sedermera ledde till protestantismens uppkomst. Dürer anslöts sig till Luther och citerade honom i sitt sista stora verk, De fyra apostlarna.